# Sonic the Hedgehog 2 (8 bit)
Sonic the Hedgehog 2 is een platformspel ontwikkeld door Aspect en uitgebracht door Sega voor de Master System en Game Gear. Het spel werd uitgebracht voor de 16 bitversie voor de Mega Drive.
Het spel is het tweede spel met het personage Sonic the Hedgehog in de hoofdrol. Tevens introduceert het spel het personage Miles "Tails" Prower.

## Verhaallijn
Sonic keert terug naar huis, maar ontdekt tot zijn schok dat alles vrijwel is verlaten. Hij vindt enkel een briefje van Tails, met het bericht dat Dr. Robotnik iedereen gevangen heeft. Robotnik eist zes chaosdiamanten als losgeld.
Sonic moet de diamanten opsporen en aan de daarvoor bestemde robot geven. Tevens moet hij Robotnik er weer van weerhouden de wereld te veroveren.

## Gameplay
Enkele verbeteringen ten opzichte van het vorige spel zijn dat Sonic in dit spel ringen die hij verliest na te zijn geraakt door een vijand weer terug kan pakken, en door bepaalde muren heen kan slaan. Het spel bevat levels waarin Sonic zich voortbeweegt in een mijnkarretje of een hangglider.
Er zijn zeven zones in het spel, elk bestaande uit drie onderdelen. In het derde onderdeel van elke zone moet Sonic de eindbaas van die zone verslaan. In plaats van keer op keer Robotnik te bevechten, neemt Sonic het in de eerste zes zones op tegen robotdieren.
Aan het einde van onderdeel 1 en 2 van elke zone wordt een rad gedraaid, die de speler afhankelijk van de afbeelding waar hij op stil blijft staan een beloning geeft:
- Robotnik: niets.
- Ring: 10 ringen.
- Sonic: Extra Leven
- Tails: voortzetting van het spel

## Verschillen tussen de versies
De Game Gear-versie heeft een kleiner zichtbaar scherm dan de Master System versie vanwege de lagere schermresolutie. Derhalve wordt de Game Gear-versie vaak als lastiger gezien. Door het kleinere scherm zijn vooral de eindbaasgevechten lastiger.
De muziek voor de introscène is ook anders in de Game Gear-versie dan in de Master System versie. Tevens gebruiken de twee spellen andere muziek voor de eindbaasgevechten.

## Ontvangst
| Beoordeeld door                     | Platform           | Datum             | Score |
| ----------------------------------- | ------------------ | ----------------- | ----- |
| Sega Force                          | SEGA Master System | 11 januari 1993   | 98%   |
| Sega Force                          | Game Gear          | 8 juli 1993       | 93%   |
| GameCola.net                        | SEGA Master System | september 2004    | 91%   |
| Digital Press - Classic Video Games | Game Gear          | 26 september 2005 | 90%   |
| Retrogaming.it                      | SEGA Master System | 17 april 2008     | 90%   |
| Jeuxvideo.com                       | SEGA Master System | 11 maart 2011     | 80%   |
| Power Play                          | Game Gear          | februari 1993     | 78%   |
| Eurogamer.net (GB)                  | Wii                | 18 januari 2009   | 70%   |
| Game Zero                           | Game Gear          | september 1996    | 56%   |
| The Video Game Critic               | Game Gear          | 9 juli 2008       | 42%   |

## Compilaties
De Game Gear versie van Sonic the Hedgehog 2 is ook verwerkt in de volgende compilatiespellen:
- Sonic Adventure DX voor de Nintendo GameCube en Windows-pc
- Sonic Gems Collection voor de Nintendo GameCube en Sony PlayStation 2.